# The Harvard Crimson
The Harvard Crimson è il quotidiano studentesco dell'Università di Harvard, fondato nel 1873.
A Cambridge è l'unico quotidiano, ed è gestito interamente dagli studenti Universitari dell'Harvard College.